# ماركوس هولنيس
ماركوس هولنيس (بالإنجليزية: Marcus Holness)‏ هو لاعب كرة قدم بريطاني، ولد في 8 ديسمبر 1988 في سالفورد في المملكة المتحدة. لعب مع أولدهام أثلتيك ونادي ألترينتشام ونادي بارو ونادي بيرتن ألبيون ونادي ترانمير روفرز لكرة القدم ونادي روتشديل.

## وصلات خارجية
- ماركوس هولنيس على موقع قاعدة بيانات كرة القدم.إي يو (الإنجليزية)
- ماركوس هولنيس على موقع Soccerbase.com (لاعب) (الإنجليزية)